# Tetramorium khnum
Tetramorium khnum är en myrart som beskrevs av Bolton 1977. Tetramorium khnum ingår i släktet Tetramorium och familjen myror. Inga underarter finns listade i Catalogue of Life.